# 拉旺多尔济
拉旺多尔济（1754年—1816年），博尔济吉特氏，清代喀尔喀蒙古賽音諾顏部中左末旗扎薩克親王，成衮扎布之七子，嘉慶帝之姊夫。

## 生平
乾隆二十一年，年僅數歲的拉旺多爾濟已被確定為額駙，但并未确定与皇六女或皇七女联姻，
乾隆二十三年，皇六女去世，联姻人选确定为拉旺多爾濟和皇七女。
乾隆二十八年，額駙嫡兄世子占楚布多尔济去世。
乾隆二十九年，因額駙身份，拉旺多爾濟超越其他庶兄，成为新任世子。
乾隆三十一年，拉旺多爾濟被送到京城養育。
乾隆三十五年（1770年），拉旺多爾濟娶乾隆帝第七女固倫和静公主为妻子，授固倫額駙。
乾隆三十五年闰五月二十日，乾隆帝曾讓不耐暑熱的七額駙拉旺多爾濟，到張家口外之牧場避暑。同年七月初四日，固倫公主下嫁的前二十天左右，乾隆帝前往剛建好的七公主府，巡視女兒及駙馬未来的府邸。七公主府的前身是大臣高恒在宝钞胡同的府邸，後改建为公主府。此外，熙春园亦被赐给固倫和靜公主及駙馬居住。历时三年的熙春园修葺工程完成後，乾隆帝特许他們住进这个刚刚改造竣工的御园里。
乾隆三十六年（1771年）其父成衮扎布去世，拉旺多尔济袭札萨克和硕亲王。成衮扎布去世後，乾隆帝下圣旨劝诫驸马，不許有争竞家产的粗鄙行为，否則只会贻笑大方。因此，已命人秉公分配家產。驸马的兄弟德楞多尔济已经分家，而另外两个兄弟都出家，不用分配家產，剩下的财产大部分都给予驸马。
乾隆三十八年（1773年）十二月二十日，豫妃博爾濟吉特氏薨逝，派七公主、及七額駙拉旺多爾濟為其穿孝。
及后，从征临清、石峰堡有功，被封为御前大臣。石峰堡回民起义时，拉旺多尔济也被派去战场。乾隆帝却不放心，担心女婿有危险，所以不斷给阿桂、和珅寄信，不能令其冲锋陷阵。而且認為正值暑热，拉旺多尔济断难忍受，让他先别来京，直接回游牧避暑，顺便祭扫其父之墓。在游牧期间，迎接并护送呼图克图呼毕勒罕，八月再来避暑山庄觐见。
乾隆四十年正月初十日，七公主去世。二人无子女。此后拉旺多尔济亦有续弦，是乾隆朝唯一在公主去世后续娶的额驸。
《内务府奏销档》记载，乾隆四十一年十月二十八日，拉旺多尔济，率领了中正殿员外郎德泰、副管领成明、笔帖式佛尔清额和五保一行五人，到正阳门外“考验射箭”。事毕后，他們顺路到“广和楼茶园”听戏。刚落座，内务府派出的番役就发现了。另一排座位上的都察院笔帖式富成、理藩院笔帖式富宁阿和内务府笔帖式富珠隆阿也被發現。随后，番役把这七个人押解到步军统领衙门。額駙以外的官員都由所在部门予以革职，交刑部照例治罪。及後，照违制律杖一百，而此七人所在部门的主管官员，也以失于稽查之责被罚俸一年，拉旺多尔济雖被免杖刑，亦被罰俸一年。
乾隆四十五年六月，拉旺因为侵占土谢图汗部落的游牧地，被乾隆下令永行停止亲王俸禄。十一月，拉旺多尔济因为管理的善扑营打不赢满洲，被乾隆训斥，他的所有官职由丰绅济伦补授。
乾隆四十八年正月，下令将俸禄仍行赏给。
乾隆五十年正月戊辰，以拉旺多尔济署乌里雅苏台将军。
乾隆五十一年，御前大臣拉旺多尔济回游牧处时，意外从马上跌落，导致右大腿骨节受损。乾隆帝派大夫、官员探视。拉旺多尔济亦写奏折向汗阿玛汇报伤势，称见好后就会去请安，乾隆朱批让他“不要太勉强”。
乾隆五十七年八月，乾隆革除拉旺多尔济每年领取的五百石俸米（其中驸马俸禄有三百石，蒙古亲王俸禄中的丝绸折米二百石），但因为拉旺的游牧处偏远在漠北（很穷），在京城也有很多家眷，如果不给他发俸米，将养不起家人，所以乾隆开恩，从五百石俸米减为二百石。
嘉庆八年（1803年），嘉庆帝在顺贞门遇一谋刺者陈德袭击，他因及时护驾、执诛刺客而获赐御用补褂。无子，其于宗族内过继的嗣子巴彦济尔噶勒因嗣父此功被封为辅国公。
固伦额驸拉旺多尔济死后与和靜公主合葬。此坟在今北京市朝阳区东直门外将台乡大程各庄村东。此后，其嗣孙车登巴咱尔（娶奕繪女）、嗣曾孙达尔玛（娶載垣女）两代皇家额驸与家属，也均葬于此墓地。玄孫那彥圖亦娶宗室女愛新覺羅氏。

## 影视作品
- 電視劇

| 年份 | 劇名     | 演員   | 剧中姓名              | 劇中稱謂 |
| 2018 | 天命     | 袁文傑 | 博爾濟吉特·拉旺多爾濟 |          |
| 2019 | 金枝玉葉 | 王宇威 | 博爾濟吉特·拉旺多爾濟 |          |